# Col·leccionisme
|  | «Col·leccionistes» redirigeix aquí. Si cerqueu el programa de televisió, vegeu «Col·leccionistes (programa de televisió)». |

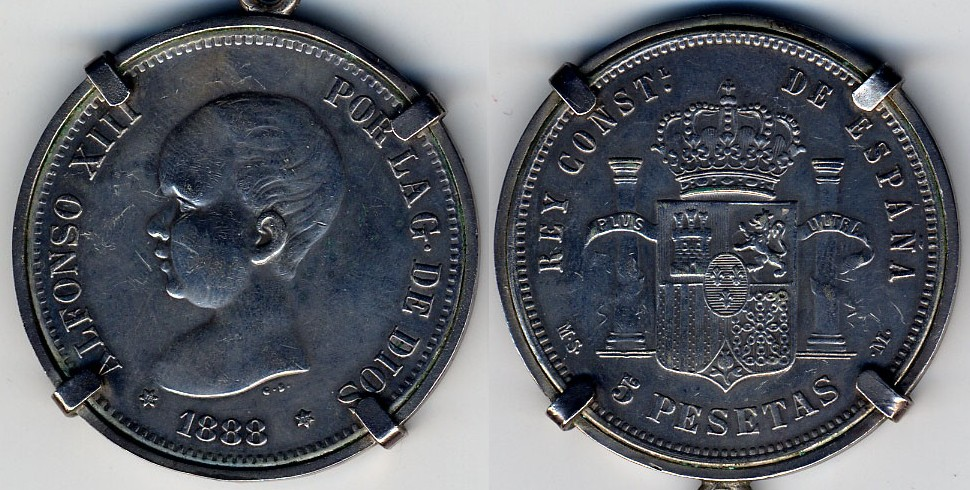
5 pessetes del 1888, moneda altament valorada pels numismàtics.

El col·leccionisme és el fet de col·leccionar sistemàticament objectes d'un interès històric o artístic especial, o simplement rars. Es tracta d'una afició molt estesa que consisteix en l'agrupació i organització sistemàtica d'objectes d'una determinada categoria. No és tant per la simple acumulació de materials sinó com una forma de creació de coneixement, de recuperació i conservació de memòria històrica i llegats culturals, d'establiment de vincles humans, de naixement d'associacions i trobades d'intercanvi, reflex de moments ideològics, estètics i econòmics i, sobretot, de generació de riquesa humana. Actua com una expressió cultural.
Les col·leccions tenen un valor sentimental, històric, documental —també en un món cada cop més virtual i digital— i econòmic. L'objecte que es vol col·leccionar pot ser molt variat, de més popular a més preuat, i tots els objectes han generat algun tipus de col·leccionisme, des de la filatèlia, numismàtica, obres d'art, fins a miniatures, calendaris de butxaca, punts de llibre, cromos, plaques de cava, còmics o adhesius.
A l'entorn col·leccionista avui dia es pot veure un gran abastament temàtic —del qual es pot gaudir— que alguns entesos distingeixen del que es considera el col·leccionisme clàssic. En aquesta categoria es trobarien els objectes d'art, els segells, les monedes, els llibres, objectes que donaven prestigi i que directament signifiquen capacitat adquisitiva. Quant al col·leccionisme modern, els objectes són més abastables, perquè estan lligats a l'època dels qui col·leccionen: bosses de sucre, joguines i nines, goigs, calendaris, còmics, encenedors, etc.

## Història
El col·leccionisme com a tal ha existit des que l'ésser humà va considerar un objecte com a valuós. Sempre tenint en compte que és una activitat que reuneix, selecciona i conserva un objecte per sobre de la seva funció primària, per posar en valor al fet de posseir quelcom singular i envejable.
Ja a la prehistòria es guardaven objectes per la seva estranyesa pel que fa a materials, formes i colors. Moltes vegades es feien servir per a l'aixovar funerari, i aquests objectes van passar a tenir un significat simbòlic.
A Mesopotàmia i Egipte el fet de col·leccionar s'atribueix a sacerdots, noblesa i més aviat com a símbol religiós. L'antiga Grècia guardava les coses antigues i les coses d'un artista. És a partir de Grècia que es coneixen els primers noms dels artistes. Allò col·leccionat esdevé a Grècia ostentació política i cultural. A Roma les obres estaven en mans privades, i es podien vendre i exposar. És a Roma on neix el fenomen de la subhasta.
A l'edat mitjana els col·leccionistes són els reis, els alts dignataris i els sacerdots. El col·leccionisme a l'edat mitjana és una manera de demostrar el prestigi i poder, perquè es feia amb la idea de col·leccionar molt i de qualitat.
Al Renaixement es col·leccionaven objectes rars, estranys, de diferents orígens, històrics i científics. Fins i tot van néixer espais a les cases, adequats per a les col·leccions, que es diuen studiolo. Un refugi a les llars, un lloc d'estudi per al perfecte humanista que demostrava el seu interès per les arts i la cultura.
A l'època barroca trobem un col·leccionisme de prestigi, moda, caprici i especulatiu. I és quan es desenvoluparen les vendes públiques i sorgiren les primeres cases de subhasta com la coneguda Christie's i Sotheby's.
Més endavant, el col·leccionisme es troba a l'abast de tota la població amb preus assequibles; ja no es col·lecciona solament art, sinó també qualsevol tema o objecte pot tenir el seu col·leccionista: invents humans (motos, cotxes, ràdios, càmeres fotogràfiques), coses quotidianes (plats, tasses, culleres, roba, joies), joguines noves o antigues.

## Tipologia
El col·leccionisme pot ser molt variat, però hi ha alguns temes molt populars que han creat un mercat propi en el qual es compren, venen i intercanvien objectes de la col·lecció. Alguns tipus de col·leccionisme són els següents: 
- Filatèlia o col·leccionisme de segells
- Numismàtica o col·leccionisme de monedes
- Col·lecció privada, generalment d'obres d'art
- Col·lecció de calendaris de butxaca
- Col·lecció de plaques (o xapes) de cava
- Col·lecció de bolígrafs i llapis publicitaris
- Cartes col·leccionables
- Col·lecció d'autògrafs
- Col·lecció de còmics
- Col·lecció de discos
- Col·lecció de miniatures
- Col·lecció de miniatures de licor
- Col·lecció de paperetes electorals
- Col·lecció de plaques i cartells de companyies asseguradores
- Col·lecció de soldats de plom
- Xiloteca o col·lecció de fustes
- Col·leccionisme esportiu
- Col·leccionisme de ninots (per exemple, els Madelman)
- Col·lecció de sobres de sucre, glucosbalaitonfilia
- Col·lecció de llibres
- Col·lecció d'adhesius
- Col·lecció de goigs
- Col·lecció de minerals

## Procediment
Les col·leccions poden ser molt diverses, d'acord amb el tema, els objectes i el mateix col·leccionista, perquè s'ha de tenir en compte el que implica col·leccionar. El col·leccionisme es pot veure com una rutina de conductes com són:
- Cercar els objectes que el col·leccionista vol afegir.
- Localitzar on són els objectes.
- Adquirir els objectes.
- Organitzar els objectes que ja té a la seva col·lecció.
- Catalogar: entès com anomenar; indicar la data d'adquisició, un lloc d'adquisició, què representa la peça; i informar sobre quan es va fer i si pertany a un determinat període històric, o responent a unes necessitats antropològiques, etc.
- Exposar de forma adient les seves peces per poder lluir la col·lecció.
- Emmagatzemar correctament les peces i objectes per tal que no es malmetin.
- Restaurar i mantenir la col·lecció.